# Lanas
Lanas ist eine französische Gemeinde mit 431 Einwohnern (Stand 1. Januar 2022) im Département Ardèche in der Region Auvergne-Rhône-Alpes. Sie gehört zum Kanton Aubenas-2 und seit 2017 zum Kommunalverband Gorges de l’Ardèche.

## Geografie
Lanas liegt am Mittellauf der Ardèche zwischen den Nachbargemeinden Saint-Maurice-d’Ardèche im Süden und Vogüé im Norden, 10 Kilometer südlich von Aubenas und 10 Kilometer nordöstlich von Ruoms. Hier mündet der Karstfluss Auzon von links in die Ardèche. Der Kantonshauptort Villeneuve-de-Berg liegt zwölf Kilometer in nordöstlicher Richtung.

## Geschichte
Der Ortsname entspricht dem Patois-Ausdruck für Schafwolle, weil ein Haupterwerbszweig der Lanassiens früher die Weberei war. Es wurde nicht nur Schafwolle gewebt, viele Häuser dienten dem Seidenbau. 
Die Burg von Lanas wurde 1154 erstmals urkundlich erwähnt, als Guillaume I., der Bischof von Viviers, dem Kloster Saint-André-le-Haut in Vienne die Kapelle Saint-Eustache schenkte. Die Ortschaft entstand um die Burg herum in zwei Etappen. Der erste Ring um die Burg war zugleich der Ursprung der Ortschaft und entstand im 12. oder 13. Jahrhundert. Der zweite Ring mit Befestigungsanlagen wurde 1420 im Hundertjährigen Krieg (1337–1453) errichtet. Später wurde die Burg zerstört. Von 1247 bis 1423 gehörte die Ortschaft der Seigneurie von Chazeaux. Danach gehörte sie bis zur Französischen Revolution den Seigneurs von Balazuc.
Lanas erhielt 1846 den Status einer Gemeinde, davor war es Teil von Saint-Maurice-d’Ardèche. Bei seiner Gründung hatte die Gemeinde 607 Einwohner.

### Bevölkerungsentwicklung
| Jahr                       | 1962 | 1968 | 1975 | 1982 | 1990 | 1999 | 2007 | 2018 |
| Einwohner                  | 201  | 217  | 196  | 211  | 273  | 325  | 377  | 452  |
| Quellen: Cassini und INSEE |      |      |      |      |      |      |      |      |

## Persönlichkeiten
- Gaston Jacquet (1883–1970), Filmschauspieler
- Henri Charrière (1906–1973), Schriftsteller, auf dem hiesigen Friedhof beigesetzt

## Wirtschaft
Wichtige Erwerbszweige der heutigen Lanassiens (Einwohner) sind Obstbau, Weinbau und die Zucht von Hausschafen.